# Valambray
Valambray ist eine Gemeinde mit 1.672 Einwohnern (Stand: 1. Januar 2022) im französischen Département Calvados in der Normandie. Sie gehört zum Kanton Troarn und zum Arrondissement Caen. Sie entstand als Commune nouvelle durch ein Dekret vom 8. September 2016 mit Wirkung vom 1. Januar 2017, indem die bisherigen Gemeinden Airan, Billy, Conteville, Fierville-Bray und Poussy-la-Campagne zusammengelegt wurden. Diese sind seither Communes déléguées. Der Hauptort (Chef-lieu) ist Airan.

## Gemeindegliederung
| Ortsteil                  | ehemaliger INSEE-Code | Fläche (km²) | Einwohnerzahl (2016) |
| ------------------------- | --------------------- | ------------ | -------------------- |
| Airan (Verwaltungssitz)00 | 14005                 | 13,50        | 666                  |
| Billy                     | 14074                 | 06,78        | 394                  |
| Conteville                | 14176                 | 04,14        | 098                  |
| Fierville-Bray            | 14268                 | 12,66        | 511                  |
| Poussy-la-Campagne        | 14517                 | 04,08        | 098                  |

## Geographie
Nachbargemeinden sind Moult-Chicheboville und Canteloup im Norden, Cesny-aux-Vignes, Cléville und Mézidon Vallée d’Auge mit Croissanville und Vieux-Fumé im Nordosten, Condé-sur-Ifs im Südosten, Le Bû-sur-Rouvres und Saint-Sylvain im Süden, Cauvicourt im Südwesten sowie Cintheaux und Le Castelet mit Saint-Aignan-de-Cramesnil und Garcelles-Secqueville im Nordwesten. Das Gemeindegebiet wird vom Flüsschen Muance durchquert.

## Sehenswürdigkeiten

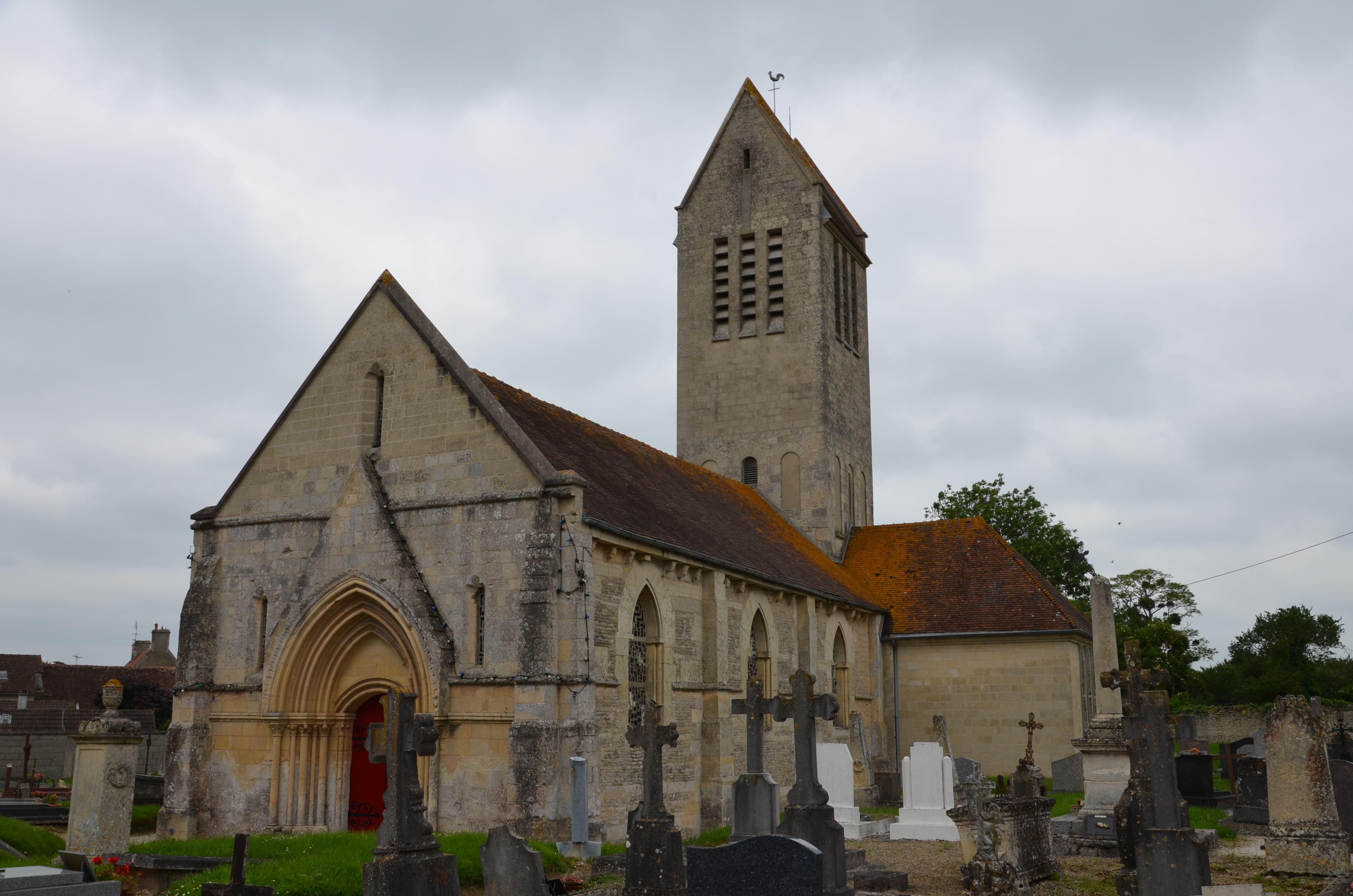
Kirche Saint-Pierre in Fierville-Bray